# Peperomia maculosa
Peperomia maculosa är en pepparväxtart som först beskrevs av Carl von Linné, och fick sitt nu gällande namn av William Jackson Hooker. Peperomia maculosa ingår i släktet peperomior, och familjen pepparväxter. Inga underarter finns listade i Catalogue of Life.